# ۷۳۰ (میلادی)
۷۳۰ (میلادی) هفتصد و سیمین سال تقویم میلادی است.

## درگذشتگان
‎